# Lee Dorman

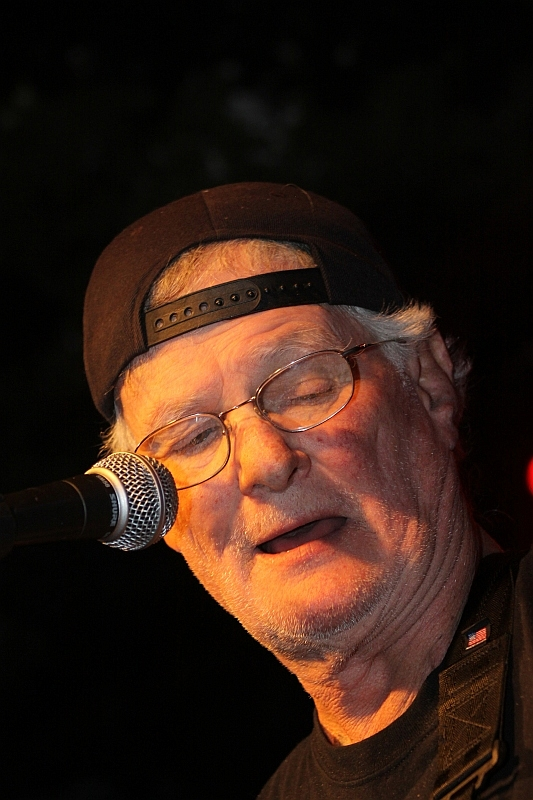
Lee Dorman tijdens een concert van Iron Butterfly in Praag in 2010

Lee Dorman (Saint Louis, 15 september 1942 – Laguna Niguel, 21 december 2012) was een Amerikaans basgitarist. Hij is bekend geworden als lid van de psychedelische rockgroep Iron Butterfly.
Dorman begon als tiener basgitaar te spelen en verhuisde in de jaren zestig naar San Diego. Hij werd in 1967 basgitarist van Iron Butterfly, nadat de oorspronkelijke leden op twee na de groep hadden verlaten. Later was hij een van de oprichters van Captain Beyond. Nadat deze groep uit elkaar was gegaan, richtte hij in 1977 Iron Butterfly opnieuw op. 
Dorman werd op 70-jarige leeftijd door de politie van Orange County dood aangetroffen in een auto bij zijn huis. Hij had hartproblemen en is een natuurlijke dood gestorven.
- Bibliothèque nationale de France: cb13793798v (data)
- International Standard Name Identifier: 0000 0000 4134 6308
- Library of Congress Control Number: n92102747
- MusicBrainz: 5f27fdb8-73c8-41ed-8dba-b64eb69116e6
- Virtual International Authority File: 48428600
- WorldCat: E39PBJqk3j9V64BWDjhpydpByd